# Xin Hot (ort i Kina, Inner Mongolia Autonomous Region, lat 44,02, long 114,97)
Xin Hot är en ort i Kina. Den ligger i den autonoma regionen Inre Mongoliet, i den norra delen av landet, omkring 450 kilometer nordost om regionhuvudstaden Hohhot. Antalet invånare är 43 574. Befolkningen består av 19 999 kvinnor och 23 575 män. Barn under 15 år utgör 12,0 %, vuxna 15-64 år 80 %, och äldre över 65 år 6,0 %.
Trakten runt Xin Hot är nära nog obefolkad, med mindre än två invånare per kvadratkilometer. Det finns inga andra samhällen i närheten. Trakten runt Xin Hot består i huvudsak av gräsmarker.
Genomsnittlig årsnederbörd är 390 millimeter. Den regnigaste månaden är juli, med i genomsnitt 102 mm nederbörd, och den torraste är februari, med 4 mm nederbörd.